# La Légende de Croc-Blanc
La Légende de Croc-Blanc (The Legend of White Fang) est une série télévisée d'animation franco-canadienne en 26 épisodes de 26 minutes basée sur le roman Croc-Blanc de Jack London, produite par Cinar, diffusée à partir du 16 novembre 1992 sur TF1.
Au Canada anglophone, elle a été diffusée à partir du 1er janvier 1994 sur Family Channel et au Québec à partir du 8 septembre 1995 à Radio-Québec.

## Fiche technique
- Sociétés de production : Anabase Productions, TF1, Cinar
- Réalisateur : Alain Sion
- Producteurs : Micheline Charest, Christophe Izard
- Scénarios : Christophe Izard,
- Musique : Milan Kymlicka

## Distribution

### Voix françaises
- Daniel Beretta : Croc-blanc
- Jean-Claude Corbel : Weedon Scott
- Claire Guyot : Wendy Scott
- Dominique Chauby : Bella O'Brien
- Henry Djanik : Corbeau de Lune
- Régis Dubos : Salek
- Olivier Granier : Alex de Laszlo
- Georges Berthomieu : Beauty Smith, Matt Laberge
- Pierre Laurent : Sergent Oakes
- Joëlle Guigui : Wendy (voix de remplacement)

 Source et légende : version française (VF) sur RS Doublage